# Palazzo Spini Feroni

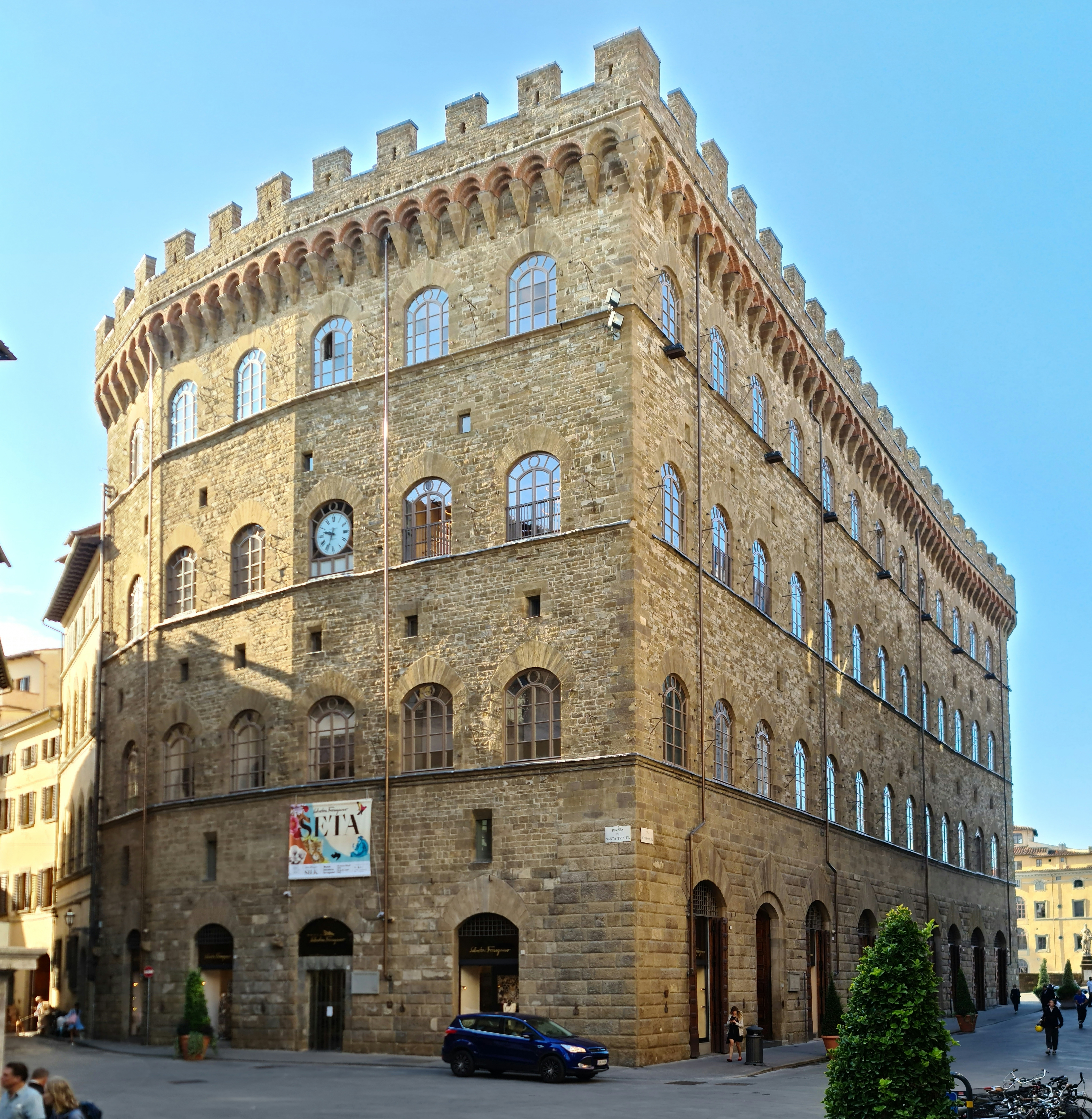
Palazzo Spini Feroni

El Palazzo Spini Feroni es un gran edificio originalmente de estilo gótico, ubicado en la esquina de la Via de' Tornabuoni con la Piazza Santa Trinita, en el centro de Florencia, Toscana, Italia. Se encuentra frente a la iglesia de la Santa Trinidad.

## Historia

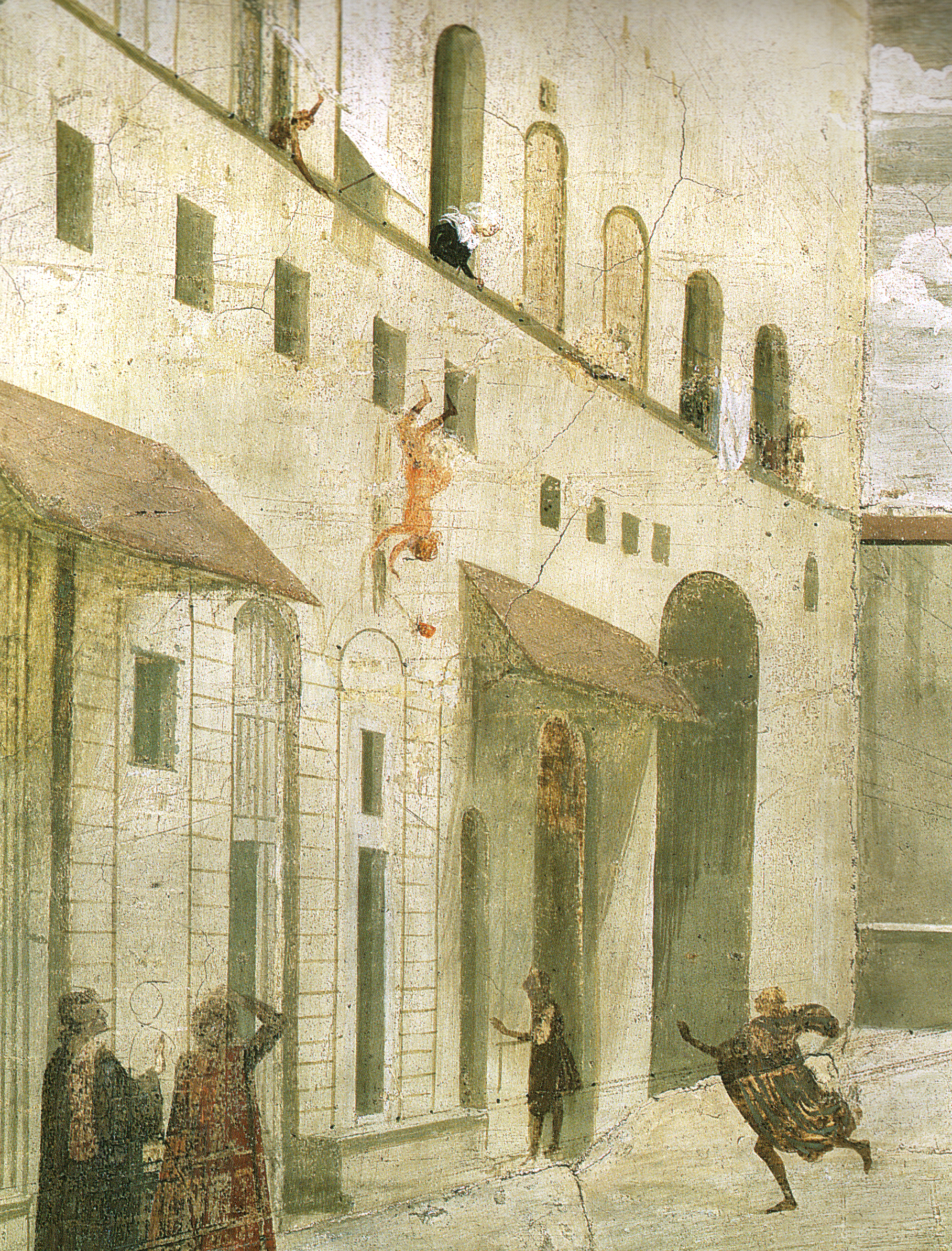
Detalle del fresco de la Resurrección del Niño de Domenico Ghirlandaio, en la Capilla Sassetti de la Iglesia de la Santa Trinidad (Florencia)

El palacio fue encargado en 1289 por el rico comerciante de telas y banquero Geri Spini, en terrenos que había comprado a los monjes de la Iglesia de la Santa Trinidad tras la inundación causada por el río Arno en 1288.
En aquel entonces, era el palacio privado más grande de Florencia, rivalizando en tamaño con el contemporáneo Palazzo Vecchio, sede del gobierno de la República. El diseño del Palazzo Spini Feroni se ha atribuido a varios arquitectos, entre ellos a Arnolfo di Cambio o al padre de Arnolfo, Lapo Tedesco. La apariencia original del edificio se puede apreciar en los frescos de Ghirlandaio en el Capilla Sassetti de la vecina iglesia de la Santa Trinidad. Construido durante un turbulento siglo medieval en la ciudad, conocido por sus conflictos internos entre familias, el palacio presenta el aspecto de una fortaleza de piedra, con arcos a nivel de calle en un primer piso alto y una cornisa saliente rematada por merlones.
En el siglo XV, el palacio se dividió entre las dos ramas de los Spini, y la sección que daba a la plaza se vendió en el siglo XVII. En la década de 1670, el marqués Francesco Antonio Feroni, miembro del círculo del gran duque Cosme III de Médici, lo mandó redecorar con estucos de Giovanni Battista Foggini y de Lorenzo Merlini. Durante esta remodelación, los frescos (1609-1612) de Bernardino Poccetti que representan el «Paraíso con un coro de ángeles músicos» y la «Adoración de los pastores» fueron trasladados de su ubicación original. En 1846, tras un periodo como hotel, el palacio fue adquirido por el Municipio de Florencia, y posteriormente se utilizó para oficinas estatales durante el período (1865-1871) en el que Florencia perteneció a Roma. En 1874, fue parcialmente renovado en estilo neomedieval. Se abrieron escaparates en la planta baja y se demolieron una torre y un arco que daba al río Arno, lo que le dio al palacio su aspecto actual. En la década de 1930, fue adquirido por el diseñador de zapatos Salvatore Ferragamo. Desde 1995, el Palacio alberga el Museo Salvatore Ferragamo.